# Johann Matthäus von Lehmann
Johann Matthäus Freiherr von Lehmann (* 14. Juli 1778; † 2. März 1853) war Beamter, Präsident des Oberkonsistorium der Evangelischen Landeskirche Hessen und des Staatsrates des Großherzogtums Hessen.

## Familie
Johann Matthäus von Lehmann war der Sohn von Franz Ludwig Gottfried Freiherr von Lehmann (1738–1808) und dessen Frau Anna Sibylla, geborene von Groll (1748–1796). Der Vater großherzoglich-hessischer Wirklicher Geheimer Rat und Oberkonsistorialpräsident in Darmstadt, die Familie evangelisch.
Johann Matthäus von Lehmann heiratete 1809 Caroline Wilhelmine, geborene Freiin von Malapart-Neuville (1790–1829). Aus der Ehe gingen hervor:
- Robert Franz (1818–1878), Oberförster und Mitglied der Zweiten Kammer der Landstände des Großherzogtums Hessen[2]
- Gutav Adolf (1815–1882), Zweiter Präsident des Oberkonsistoriums von 1872 bis 1875.[3]

## Karriere
Johann Matthäus von Lehmann studierte Rechtswissenschaft an der Landesuniversität des Großherzogtums Hessen in Gießen und wurde 1799 Regierungsassessor. 1801 bis 1802 war er Legationsrat am Reichstag in Regensburg. In den folgenden Jahren nahm er Stellen in der Verwaltung der Provinz Starkenburg und als Richter am Hofgericht Darmstadt ein. 1819 wurde er zum geheimen Referendär (Referenten) und 1820 zum Geheimen Staatsrat ernannt. An den Arbeiten zur Verfassung des Großherzogtums Hessen 1820 war er beteiligt. Als in der darauf folgenden Verwaltungsreform 1821 das Gesamtministerium in drei selbständige Ministerien aufgeteilt wurde, ging er ins Ministerium des Innern und der Justiz.
Für die Ständeversammlungen 1820 bis 1829 (1. bis 4. Landtag) war er Landtagskommissar für die Zweite Kammer der Landstände des Großherzogtums Hessen, bei den Ständeversammlungen 1832, 1834, 1838, 1841, 1844 und 1847 (5. bis 6. und 8. bis 11. Landtag) war er Landtagskommissar für die Erste Kammer. Beim 17. Landtag 1862 und für den 18. Landtag 1865, den 19. Landtag 1866 und den 20. Landtag 1868 wurde er erneut Landtagskommissar für die Zweite Kammer.
1832 wurde er – unter Beibehalten seiner bisherigen Aufgaben – zusätzlich Oberkonsistorialpräsident, also Verwaltungschef der Landeskirche. 1844 bis 1848 war er Präsident des Staatsrates. Konservativ orientiert, wollte er den durch die Revolution von 1848 im Großherzogtum Hessen verursachten Politik- und Regierungswechsel von Ministerpräsident Karl du Thil auf Heinrich von Gagern nicht nachvollziehen – er war inzwischen der älteste aller Räte im Innenministerium – und legte seine Ämter im Ministerium und im Staatsrat nieder, blieb allerdings bis 1853 weiter Präsident des Oberkonsistoriums. In seiner Amtszeit versandete dort der aus der Bewegung von 1848 ebenfalls entstandene Versuch, auch in der Kirche Elemente der Mitbestimmung einzuführen, weitgehend. 1851 wurde er zum Mitglied der Ersten Kammer der Landstände auf Lebenszeit ernannt.

## Weitere Engagements
- 1811 Kommissar zur Verwaltung des Kaufunger Stiftsvermögens[23]
- 1819–1829 war er neben seiner Tätigkeit als Ministerialbeamter auch Erstes Mitglied der Oberpostinspektion.[24]

## Ehrungen
- 1811 Geheimer Regierungsrat[25]
- 1819 Geheimer Referendar[26]
- 1821 Wirklicher Geheimer Staatsrat[27]
- 1832 Kommandeurkreuz I. Klasse des Verdienstordens Philipps des Großmütigen[28]
- 1834 wurde er zum Dr. jur. h. c. der Universität Gießen ernannt.[29]
- 1843 Prädikat: „Exzellenz“[30]
- 1843 Großkreuz des Verdienstordens Philipps des Großmütigen[31]
- 1850 Großkreuz des Ludewigs-Ordens[32]